# Eva Wenzel-Bürger
Eva Wenzel-Bürger (* 2. Februar 1932 in Berlin; † 31. Januar 2025 ebenda) war eine deutsche Grafikerin und Buchillustratorin. Sie erfand und zeichnete für den Carlsen Verlag die Figur Pixi sowie das Bild von Conni aus der Kinderbuch-Reihe Meine Freundin Conni. 

## Leben
Wenzel-Bürger kam am 2. Februar 1932 in Berlin zur Welt. Sie schloss dort eine Ausbildung als Grafikerin ab. Ihr künstlerischer Werdegang begann bereits in den 1960er-Jahren, als sie sich als Kinderbuchillustratorin etablierte. Sie wurde 92 Jahre alt und verstarb nur wenige Tage vor ihrem 93. Geburtstag. Ihr Nachlass soll in die Eva Wenzel-Bürger-Stiftung einfließen.

## Wirken
Sie war über Jahrzehnte maßgeblich an der Gestaltung von Bilderbüchern beteiligt. Sie illustrierte zahlreiche Geschichten der Pixi-Reihe. Im Jahr 1982 entwarf sie die Figur des Waldwichtels Pixi mit Zipfelmütze und roten Stiefeln. Zehn Jahre später gab sie der bekannten Kinderbuchfigur Conni der Autorin Liane Schneider ihr unverwechselbares Aussehen. Diese Figur erscheint in über 30 Büchern und erreicht bis heute eine breite Leserschaft. Darüber hinaus zählen Das muss auch anders gehen (1983) und Schornsteinfeger Nante geht zu seiner Tante (1984) zu ihren Werken.

## Werke

### Illustrationen zu Werken von Liane Schneider (Auswahl)
- Conni auf dem Bauernhof. ISBN 978-3-551-08604-4.
- Conni backt Pizza. ISBN 978-3-551-08639-6.
- Conni bekommt eine Katze. ISBN 978-3-551-08897-0.
- Conni fährt Ski. ISBN 978-3-551-08922-9.
- Conni feiert Weihnachten. ISBN 978-3-551-08858-1.
- Conni geht zelten. ISBN 978-3-551-08884-0.
- Conni geht zum Arzt. ISBN 978-3-551-08607-5.
- Conni geht zum Zahnarzt. ISBN 978-3-551-08627-3.
- Conni im Krankenhaus. ISBN 978-3-551-08632-7.
- Conni kommt in den Kindergarten. ISBN 978-3-551-08828-4.
- Conni kommt in die Schule. ISBN 978-3-551-08846-8.
- Conni lernt reiten. ISBN 978-3-551-08623-5.
- Conni macht das Seepferdchen. ISBN 978-3-551-08630-3.
- Conni macht Musik. ISBN 978-3-551-08821-5.
- Conni spielt Fußball. ISBN 978-3-551-08660-0.
- Conni tanzt. ISBN 978-3-551-08629-7.
- Conni und das neue Baby. ISBN 978-3-551-08618-1.
- Conni und der Osterhase. ISBN 978-3-551-08655-6.
- Connis erster Flug. ISBN 978-3-551-08891-8.
- Conni hat Geburtstag! ISBN 978-3-551-08892-5.

### Weitere Illustrationen (Auswahl)
- Vaters Weihnachtsmärchen. Carlsen, 1983.
- Das muss doch auch anders gehen ... Carlsen, 1983.
- Raus bist du. Carlsen 1974.
- Put, put, put, mein Hühnchen. Carlsen, 1974.
- Wunder-Bücher / 703. Das neugierige Kälbchen Alma. 1970.
- Wunder-Bücher / 209. Herr Siegfried Kater. 1987.
- Wunder-Bücher / 207. Rumpelstilzchen. 1986.
- Wunder-Bücher / 84. Ole malt wieder für Nina. 1970.
- Wunder-Bücher / 75. Ole malt für Nina. 1969.
- Wunder-Bücher / 68. Hänsel u. Gretel. 1969.
- Wunder-Bücher / 65. Drei kleine Mädchen. 1969.
- Wunder-Bücher / 63. Maler Lustigs Bilderbuch. 1969.
- Mein Bade-Leporello. Carlsen.
- Mein Badebuch. Carlsen.
- Am Heiligen Abend. Carlsen 1984.
- Schornsteinfeger Nante geht zu seiner Tante. Carlsen 1984.
- Meine Tiere. Carlsen 1983.
- Meine Spielsachen. Carlsen 1983.
- Drei kleine Mädchen. Carlsen 1983.
- Pieps, der Wellensittich. Carlsen 1983.
- Am Heiligen Abend. Carlsen 1983.
- Der Weihnachtskalender. Carlsen 1983.
- Max und Lilli basteln Weihnachtsschmuck. Carlsen 1983.
- Mimmi an der Nordsee. Carlsen 1992. ISBN 978-3551082763.